# Скалистый краснохвостый попугай
Скалистый краснохвостый попугай (лат. Pyrrhura rupicola) — вид птиц семейства попугаевых. Выделяют два подвида.

## Внешний вид
Длина тела 25 см. Основная окраска оперения зелёная. На голове тёмно-коричневая шапочка, на горле и шее имеет чешуйчатый рисунок беловатого цвета. Верхние кроющие крыла красные. Клюв чёрный.

## Распространение
Обитает на северо-востоке и в центральной части Перу, на севере Боливии и западе Бразилии.

## Образ жизни
Населяет влажные низины и сезонно затопляемые леса. Об образе жизни данного вида в природе известно немного.